# BMW G 310 GS

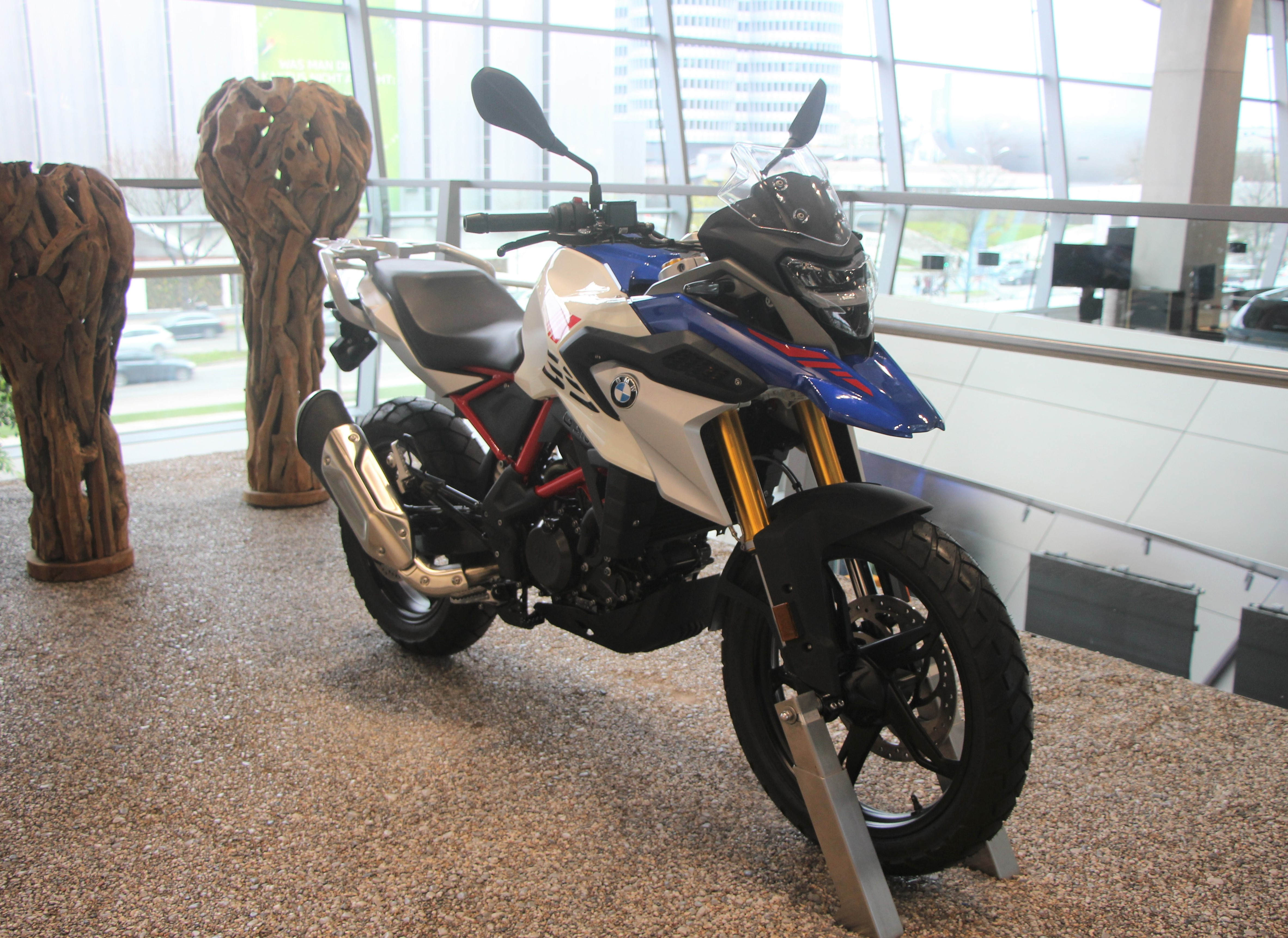
G 310 GS nach Modellpflege 2020

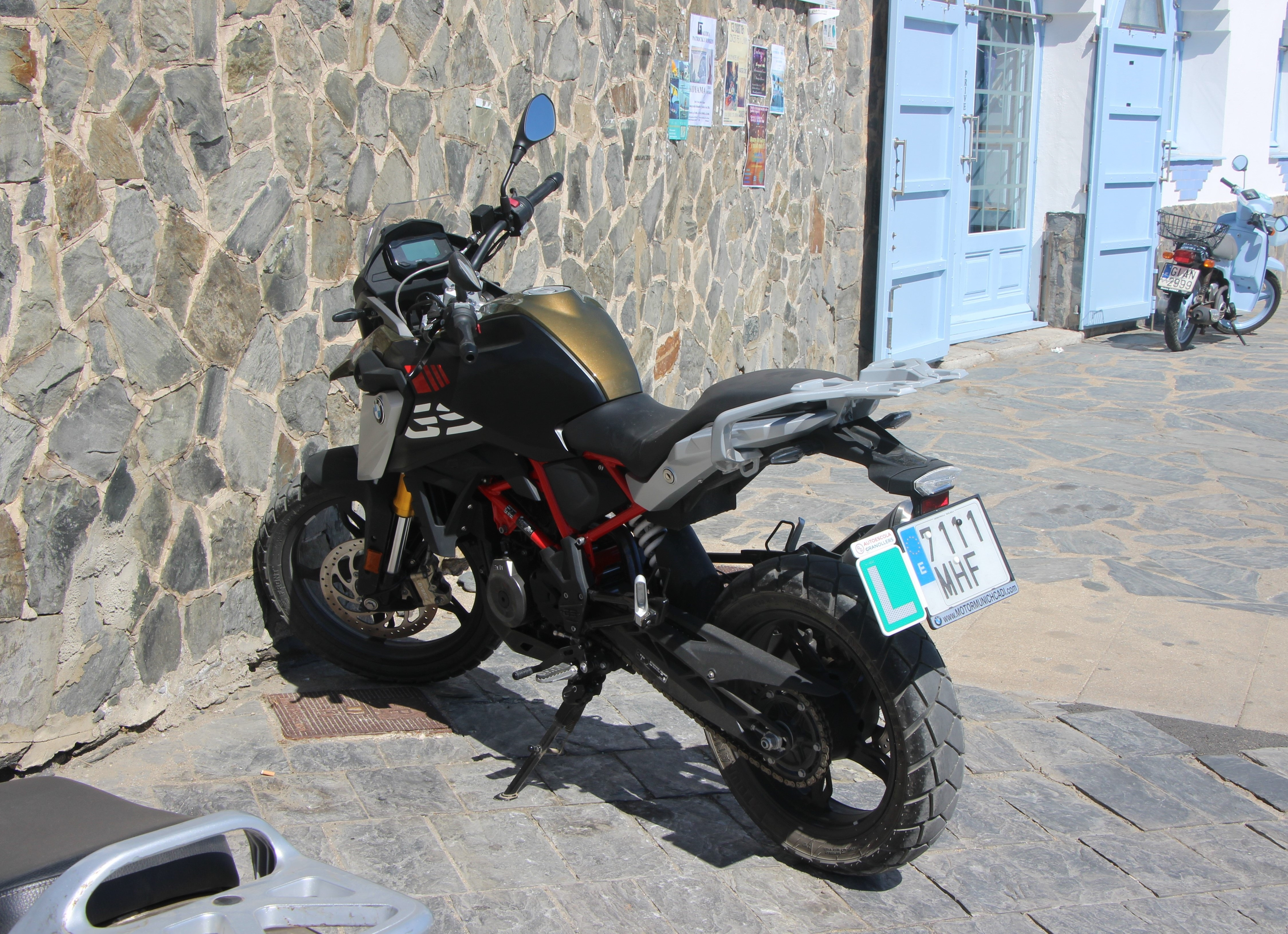
G 310 GS Heckseitenansicht

Die BMW G 310 GS ist ein Motorrad des Fahrzeugherstellers BMW. Es ist als Schwestermodell der BMW G 310 R eine Reiseenduro. Die BMW interne Bezeichnung lautet K02.
Aufgrund der Leistung von 34 PS ist es auch für Fahrer mit dem Führerschein A2 geeignet und somit auch für jüngere Fahrer zugänglich.
Die G 310 GS wird im Rahmen eines Kooperationsvertrags durch das indische Unternehmen TVS Motor Company in Hosur (Bundesstaat Tamil Nadu) hergestellt.

## Modellgeschichte
BMW Motorrad entwickelte die Maschine erster Linie für die Schwellenländer in Südamerika und Asien, wo sie Interesse für die teureren Maschinen des Herstellers schaffen soll.
Sie hat die BMW-typische GS-Optik (mit "Entenschnabel") und wurde nach dem Naked-Bike G 310 R auf der EICMA 2016 vorgestellt. Sie kam auf den Markt, nachdem Anfangsschwierigkeiten der neuen Fertigungsstätte abgestellt waren.
2020 wurde die G 310 GS einer Modellüberarbeitung unterzogen: Dazu gehört ein neuer LED-Scheinwerfer, Drive-by-Wire (E-Gas) und weitere Detailverbesserungen. Der Modellschlüssel der G 310 GS bis 2020 lautet 0G02, nach der Modelüberarbeitung 0G31.
Im Modelljahr 2021 ist eine schwarz-gelbe Sonderlackierung 40 Jahre GS erhältlich, die an die R 100 GS erinnert.

## Motor und Getriebe
Der wassergekühlter Einzylinder-Viertaktmotor hat eine Ausgleichswelle und zwei obenliegende Nockenwellen, die mit einer Kette angetrieben werden. Aus Bohrung und Hub von 80 × 62,1 mm ergibt sich ein Hubraum von 313 cm³, das Verdichtungsverhältnis beträgt 10,6:1. Die Zylinder sind Nikasil-beschichtet. Die Nennleistung von 25,0 kW (34 PS) wird bei 9500/min erreicht, das maximale Drehmoment von 28 Nm liegt bei 7500/min an. Die vier Ventile werden über DLC-beschichtete Schlepphebel betätigt.
Der Motor ist um etwa 15° nach hinten geneigt, was eine strömungsgünstige Luftansaugung von vorne und einen kompakten Krümmerverlauf nach hinten ermöglicht. Weitere Merkmale sind die Anti-Hopping-Kupplung, um beim Einrücken der Kupplung Schläge im Antriebsstrang zu unterbinden, sowie die Einspritzanlage. Der geregelte Katalysator ist mit einem Sekundärluftsystem ausgestattet. Der Motor erfüllt seit der Modellpflege 2020 die Euro-5-Abgasnormen. Als Kupplung dient eine Mehrscheiben-Ölbadkupplung. Das Getriebe hat sechs Gangstufen. Eine 420er O-Ring-Kette überträgt die Kraft zum Hinterrad.
Der Verbrauch wurde vor der Modellpflege mit 3,3 l/100 km angegeben, was in einem Test der FAZ lediglich um 0,1 Liter verfehlt wurde. Bei Reisegeschwindigkeit (140 km/h) nannte die Zeitschrift Motorrad in ihrem Dauertest des Schwestermodells 310 R etwa 5,5 l/100 km. Für das überarbeitete Modell beträgt die Herstellerangabe 3,5 l/100 km und der CO2-Ausstoß 80 g/km (beides nach WMTC).
Die Ausstattung mit E-Gas seit Herbst 2020 dient der feinfühligeren Gasannahme. Eine automatische Leerlaufanhebung soll ein mögliches schlagartiges Absterben beim Anfahren, das auch in Tests angemerkt worden war, verhindern.
Die Lichtmaschine hat eine Leistung von 330 Watt, die Batterie eine Kapazität von acht Amperestunden.

## Fahrwerk
Das Fahrwerk der G 310 GS wird von einem steifen Gitterrohrrahmen aus Stahl getragen. Die Vorderradführung besteht aus einer Upside-Down-Gabel mit Gleitrohrdurchmesser 41 mm und 180 mm Federweg. Das Hinterrad wird von einer Leichtmetallschwinge geführt, ihr Zentralfederbein ist direkt am Rahmen angelenkt. Die Raddimensionen sind vorn, abweichend von der Naked-Version, 2.5"×19" und hinten 4.0"×17". Die Räder sind als schlauchlose Gussräder ausgeführt. Die Reifendimensionen betragen 110/80–19 vorne und 150/70–17 hinten.
Das Fahrzeug wird vorne mit einer 300-mm-Bremsscheibe und einem 4-Kolben-Bremssattel verzögert. Die hintere Bremsanlage besteht aus einem 1-Kolben-Schwimmsattel und einer 240 mm großen Bremsscheibe. Die G 310 GS wird serienmäßig mit einem abschaltbaren Zweikanal-Antiblockiersystem für Motorräder ausgeliefert.

## Ausstattung
Der Tank der G 310 GS fasst etwa 11 Liter (inklusive 1 Liter Reserve). Als Kombiinstrument dient ihr ein Digital-Display. BMW Motorrad bietet wie bei seinen größeren Maschinen Sitzbänke in verschiedener Höhe als Zubehör an.

## Kritiken
„Wohlfühl-Ambiente schafft... das Fahrverhalten. Zwar biegt die GS wegen der veränderten Geometrie und dem 19-Zoll-Vorderrad nicht ganz so motiviert ums Eck wie die nackte Schwester. Auch verlangt sie aus der Mittellage heraus eine zarte, aber doch eindeutige Ansage, um in Schräglage zu fallen. Dann aber lässt sie sich spielerisch und neutral in die Kurve pfeffern. Wenn es ganz schräg wird, neigen die Metzeler-Pneus allerdings erst zum Kippeln, dann zum Einklappen.
Einen guten Eindruck hinterlässt die mit viel Dämpfung versehene, fein ansprechende Gabel. Dem Federbein hat man im Vergleich dazu etwas mehr Komfort gegönnt. Zusammen halten sie die GS auch bei wilden Verwerfungen des Asphalts auf Kurs. Auch auf Schotterwegen sorgen sie für genügend Traktion und ausreichend Reserven. Für ausgedehntes Enduro-Wandern dürfte der Lenker allerdings etwas höher bzw. die Rasten etwas niedriger stehen.“

„Untenherum läuft der Motor zwar vibrationsarm, aber nicht gerade bärenstark; bei 4.500 Umdrehungen beispielsweise liegen 15 PS an der Kurbelwelle an. Darüber steigen Leistung und Drehmoment dann in welliger Bewegung deutlich, mit ihnen allerdings treten auch störende Vibrationen auf. Feinnervig kribbelt der Antrieb trotz Ausgleichswelle dann durch Fußrasten und Lenkerenden. ...
Auch dies fiel bei der G 310 R schon auf: Das G-Triebe verfügt zwar über kurze Schaltwege und rastet akkurat, schaltet sich aber trocken bis knochig. ...
Sehr einfach und angenehm intuitiv lässt sie sich fahren, und ihre Schräglagenfreiheit ist enorm. ...
MOTORRAD-Fazit
Ansprechendes Fahrverhalten, großer Komfort, hohe Alltagstauglichkeit, geringe Unterhaltskosten – das spricht für die BMW G 310 GS, gerade aus Sicht von Fahranfängern und Pendlern. Denen, und vermutlich nur denen, wird der etwas verloren wirkende 313-Kubik-Einzylinder genügen. Während dieser Antrieb zum Roadster stimmig passt, fehlt es ihm in einem ausgewachsenen Motorrad wie der GS an Drehmoment. In Brasilien wird man vermutlich anderer Meinung sein, ...“

## Produktionsvolumen und Bestand
2018 wurden von beiden G-Maschinen 24.000 Exemplare, bis 2020 insgesamt bei TVS in Indien 72.000 G 310-Motorräder für BMW produziert.
Das Kraftfahrzeugbundesamt weist für 2019 in Deutschland einen Bestand (neben 1.240 Exemplaren der G 310 R) 523 G 310 GS. 2020 und 2021 waren die G 310-Maschinen in der deutschen Zulassungsstatistik nicht unter den ersten 50 Maschinen.